# Пам'ятник Стіву Джобсу
Па́м'ятник Стіву Джобсу «Дякуємо, Стіве» (англ. Thanks, Steve) — скульптурна композиція в Одесі, встановлена на пам'ять про Стіва Джобса. Другий пам'ятник у світі, присвячений Стіву Джобсу.

## Історія створення
Ініціаторами встановлення пам'ятника Стіву Джобсу в Одесі виступили студенти та ректорат державної академії технічного регулювання та якості. Цей задум знайшов підтримку в історико-топонімічній комісії одеської мерії у липні 2012 року. Скульптор і художник Кирило Максименко, автор скульптури та випускник академії, який спеціалізується на створенні предметів мистецтва з металевих конструкцій, розпочав роботу над нею ще у листопаді 2011 року. Місцем для встановлення пам'ятника було обрано територію перед фасадом студентського гуртожитку Академії на вулиці Новосельського. Пам'ятник було урочисто відкрито 5 жовтня 2012 року, в першу річницю від дня смерті Джобса.
Восени 2023 року автор скульптури проводив виставку «Маніфест миру», в якій представляв скульптури, зроблені з зібраних на деокупованих територіях фрагментів снарядів, мін, осколків.

## Композиція
Скульптурна композиція виконана у вигляді людської кисті з отвором у формі яблука в стилістиці Apple з боку долоні та у формі серця з задньої сторони. Обидва зображення утворюють наскрізний просвіт. Кисть виконана на сталевому каркасі з окремих металевих деталей (авто-, мото-, велозапчастин, які в студію майстра приносили прості одесити), зварених між собою. У темну пору доби композиція підсвічується біло-синім неоновим світлом[прояснити]. з автономним джерелом живлення. У саму скульптуру вмонтовано пристрій, що надає безкоштовний доступ до Інтернету через Wi-Fi. З лицьового боку пам'ятника до постаменту прикріплено табличку, на якій російською та англійською мовами написано: «Спасибі, Стів».
Автор скульптури розповів про народження ідеї:
Коли починався цей проєкт, я оцінював свої можливості. Руку було зробити простіше, як здавалося на той момент. Я переглянув величезну кількість відео зі Стівом Джобсом. Напевно, кожен із вас звертав увагу, що крім слів він дуже багато жестикулював, якась міміка. Ось, власне кажучи, це жест, можна так сказати...
Оригінальний текст (рос.)
Когда начинался этот проект, я оценивал свои возможности. Руку было сделать проще, как казалось на тот момент. Я пересмотрел огромное количество видео со Стивом Джобсом. Наверняка каждый из вас обращал внимание, что помимо слов он очень много жестикулировал, какая-то мимика. Вот, собственно говоря, это жест, можно так сказать…